# Tagish River
Der Tagish River bildet den Abfluss des Tagish Lake und den Quellfluss des Yukon River im äußersten Süden des kanadischen Yukon-Territoriums.
Der Tagish River verlässt den Tagish Lake an dessen Nordende. Er fließt 7 km in nördlicher Richtung, passiert den Ort Tagish, nimmt den Tagish Creek von links auf und mündet in das Südende des Marsh Lake, der vom Yukon River entwässert wird. Entlang dem Westufer des Tagish River verläuft die Tagish Road (Yukon Highway 8), die dann bei Tagish diesen überquert.